# Человек безвозвратный
«Человек безвозвратный» — российский кинофильм 2006 года.

## Сюжет
В фильме «Человек безвозвратный» пересекаются линии жизни нескольких семей, живущих в одном городе. Все герои фильма, каждый со своей судьбой, в равноценной мере развивают историю и драматизм происходящих событий.

## В ролях
- Галина Йовович — Алевтина Терпищева
- Екатерина Редникова — Вера
- Сергей Крапива — Андрей
- Елена Валюшкина — Татьяна
- Анна Чурина — Надежда
- Михаил Ремизов — Борис Андреевич
- Ольга Зайцева — Катя
- Виталий Гогунский — Роман Волков
- Анна Хилькевич — Олеся
- Алёна Яковлева — Нина
- Сергей Чонишвили — Аркадий
- Андрей Егоров — Вадим
- Нина Меньшикова — Елизавета Петровна
- Эдуард Флёров — Дмитрий
- Ирина Аверина — Тамара
- Алексей Королёв — Александр
- Алиса-Вилена Герштейн — Танюшка
- Лев Макаров — Вася